# Alekseï Mirantchouk
Alekseï Andreïevitch Mirantchouk (en russe : Алексей Андреевич Миранчук), né le 17 octobre 1995 à Slaviansk-na-Koubani, est un footballeur international russe qui évolue au poste de milieu offensif ou d'attaquant à l'Atlanta United.
Il est le frère jumeau d'Anton Mirantchouk, également footballeur qui évolue au Lokomotiv Moscou.

## Biographie

### Jeunesse
Né à Slaviansk-na-Koubani, Mirantchouk y commence sa formation de joueur, intégrant le club local de l'Olimp avec son frère Anton. Ils intègrent quelques années plus tard le centre de formation du Spartak Moscou, y passant deux années et demie à l'issue desquelles ils ne sont cependant pas conservés, leurs qualités physiques étant considérées trop faibles,.

### Carrière en club

#### Lokomotiv Moscou (2011-2020)
Intégrant le centre de formation du Lokomotiv Moscou avec son frère en 2011, il fait ses débuts en équipe première à l'occasion d'un match de championnat face au Kouban Krasnodar le 20 avril 2013. Il dispute en tout six matchs pour sa première saison, inscrivant son premier but face à l'Amkar Perm lors de son troisième match,. Après neuf matchs disputés la saison suivante, il apparaît de plus en plus dans la rotation de l'équipe à partir de la saison 2014-2015, qui le voit notamment faire ses débuts en Ligue Europa en prenant part au match retour du deuxième tour de qualification face à l'Apollon Limassol. Il remporte également cette saison-là la Coupe de Russie, inscrivant le troisième but de son équipe lors de la finale face au Kouban Krasnodar remportée 3-1,.
Mirantchouk dispute la majorité des matchs de la saison 2015-2016 avant de s'imposer définitivement comme titulaire à partir de la saison suivante, qui le voit disputer vingt-neuf des trente matchs de championnat ainsi que l'intégralité du parcours de l'équipe en coupe débouchant sur une nouvelle victoire où il inscrit une nouvelle fois un but en finale face à l'Oural Iekaterinbourg. Il prend part à l'intégralité des matchs de championnat de la saison 2017-2018, inscrivant sept buts tandis que le Lokomotiv remporte le championnat de Russie.
Continuant d'être titulaire durant les années qui suivent, il se démarque particulièrement au cours de l'exercice 2019-2020 qui le voit marquer douze buts en championnat et se classer sixième meilleur buteur de la compétition. Ces performances lui valent l'intérêt de plusieurs clubs européens, qui aboutit finalement à son transfert en Italie à l'Atalanta Bergame à la fin du mois d'août 2020.

#### Atalanta Bergame (2020-2024)
Le 4 septembre 2020, Mirantchouk s'engage officiellement avec l'Atalanta Bergame jusqu'en 2025, pour un transfert de 14.5 millions d'euros, afin de pallier l'absence de Josip Iličić alors absent depuis plusieurs semaines. Mirantchouk arrive cependant au club avec une blessure à la cuisse et est indisponible pendant plusieurs semaines.
Il effectue finalement ses débuts avec l'Atalanta le 21 octobre 2020 lors du match de la première journée de la phase de groupe de la Ligue des Champions contre Midtjylland, en remplaçant Duván Zapata à la 80e minute, il y inscrit d'ailleurs son premier but avec l'Atalanta en fin de match (victoire 4-0). Le 8 novembre 2020, il fait ses débuts en Serie A lors du match contre l'Inter Milan en rentrant en cours de jeu alors que son équipe est menée au score, il y marquera son premier but en championnat italien et permettra à son équipe d'obtenir le match nul (1-1) . Il est titularisé pour la première fois avec l'Atalanta Bergame le 14 janvier 2021 lors des huitièmes de finale de la Coupe d'Italie contre Cagliari, ouvrant le score tandis que les siens s'imposent 3-1.

#### Atlanta United (depuis 2024)
Fin juillet 2024, il quitte le club italien, Atalanta Bergame pour rejoindre la MLS en rejoignant l'Atlanta United, il a signé un contrat jusqu'en 2027 avec une année supplémentaire en option (2028).

### Carrière internationale
Mirantchouk est convoqué pour la première fois avec les sélections de jeunes de la Russie en début d'année 2013 où il dispute cinq matchs amicaux avec les moins de 18 ans. Il est appelé quelques mois plus tard par Nikolaï Pissarev avec les espoirs dans le cadre des éliminatoires de l'Euro espoirs 2015. Il y prend part à huit des dix matchs de la phase de groupes qui voit la Russie terminer deuxième derrière le Danemark.
Appelé en sélection A pour la première fois en début d'année 2015, Mirantchouk honore sa première sélection le 7 juin 2015 lors d'un match amical contre la Biélorussie qui le voit également inscrire son premier but en sélection, marquant le dernier but d'une 4-2. Il participe à la Coupe des confédérations 2017, où il ne dispute qu'une minute de jeu face à la Nouvelle-Zélande. Il est par la suite sélectionné, en compagnie de son frère Anton, dans la liste des 23 joueurs russes participant à la Coupe du monde 2018. Il n'y dispute qu'un seul match, débutant la dernière rencontre de la phase de groupes face à l'Uruguay avant d'être remplacé à l'heure de jeu par Fyodor Smolov.
Il marque son premier but en tournoi majeur lors de l'Euro 2020 face à la Finlande. 

## Statistiques
| Saison                | Club                  | Championnat           | Championnat | Championnat | Championnat | Coupe(s) nationale(s) | Coupe(s) nationale(s) | Coupe(s) nationale(s) | Supercoupe | Supercoupe | Supercoupe | Compétition(s) continentale(s) | Compétition(s) continentale(s) | Compétition(s) continentale(s) | Compétition(s) continentale(s) | Russie | Russie | Russie | Total | Total | Total |
| Saison                | Club                  | Division              | M.          | B.          | P.d.        | M.                    | B.                    | P.d.                  | M.         | B.         | P.d.       | Comp.                          | M.                             | B.                             | P.d.                           | M.     | B.     | P.d.   | M.    | B.    | P.d.  |
| 2012-2013             | Lokomotiv Moscou      | D1                    | 6           | 1           | 1           | 0                     | 0                     | 0                     | -          | -          | -          | -                              | -                              | -                              | -                              | -      | -      | -      | 6     | 1     | 1     |
| 2013-2014             | Lokomotiv Moscou      | D1                    | 8           | 1           | 0           | 1                     | 0                     | 0                     | -          | -          | -          | -                              | -                              | -                              | -                              | -      | -      | -      | 9     | 1     | 0     |
| 2014-2015             | Lokomotiv Moscou      | D1                    | 17          | 1           | 0           | 3                     | 1                     | 0                     | -          | -          | -          | C3                             | 1                              | 0                              | 1                              | 2      | 1      | 0      | 23    | 3     | 1     |
| 2015-2016             | Lokomotiv Moscou      | D1                    | 27          | 2           | 1           | 2                     | 0                     | 0                     | 1          | 0          | 0          | C3                             | 6                              | 1                              | 1                              | -      | -      | -      | 36    | 3     | 2     |
| 2016-2017             | Lokomotiv Moscou      | D1                    | 29          | 3           | 5           | 5                     | 2                     | 1                     | -          | -          | -          | -                              | -                              | -                              | -                              | 8      | 1      | 1      | 42    | 6     | 7     |
| 2017-2018             | Lokomotiv Moscou      | D1                    | 30          | 7           | 3           | 2                     | 0                     | 1                     | -          | -          | -          | C3                             | 9                              | 1                              | 4                              | 9      | 2      | 1      | 50    | 10    | 9     |
| 2018-2019             | Lokomotiv Moscou      | D1                    | 30          | 3           | 6           | 7                     | 2                     | 2                     | 1          | 0          | 0          | C1                             | 6                              | 0                              | 2                              | 4      | 0      | 0      | 48    | 5     | 10    |
| 2019-2020             | Lokomotiv Moscou      | D1                    | 27          | 12          | 3           | -                     | -                     | -                     | 1          | 2          | 0          | C1                             | 4                              | 2                              | 0                              | 2      | 1      | 0      | 34    | 17    | 3     |
| 2020-2021             | Lokomotiv Moscou      | D1                    | 4           | 2           | 1           | -                     | -                     | -                     | 1          | 0          | 0          | -                              | -                              | -                              | -                              | -      | -      | -      | 5     | 2     | 1     |
| Sous-total            | Sous-total            | Sous-total            | 178         | 32          | 20          | 20                    | 5                     | 4                     | 4          | 2          | 0          | -                              | 26                             | 4                              | 8                              | 25     | 5      | 2      | 253   | 48    | 34    |
| 2020-2021             | Atalanta Bergame      | Serie A               | 25          | 4           | 2           | 3                     | 2                     | 0                     | -          | -          | -          | C1                             | 3                              | 1                              | 0                              | 11     | 1      | 1      | 42    | 8     | 3     |
| 2021-2022             | Atalanta Bergame      | Serie A               | 19          | 2           | 5           | 1                     | 0                     | 0                     | -          | -          | -          | C1+C3                          | 2+3                            | 0                              | 1                              | 3      | 0      | 0      | 28    | 2     | 6     |
| 2023-2024             | Atalanta Bergame      | Serie A               | 28          | 3           | 2           | 4                     | 1                     | 2                     | -          | -          | -          | C3                             | 10                             | 0                              | 3                              | 2      | 1      | 2      | 44    | 5     | 9     |
| Sous-total            | Sous-total            | Sous-total            | 72          | 9           | 9           | 8                     | 3                     | 2                     | 0          | 0          | 0          | -                              | 18                             | 1                              | 4                              | 16     | 2      | 3      | 114   | 15    | 18    |
| 2022-2023             | Torino FC (prêt)      | Serie A               | 29          | 4           | 7           | 2                     | 0                     | 0                     | -          | -          | -          | -                              | -                              | -                              | -                              | -      | -      | -      | 31    | 4     | 7     |
| Sous-total            | Sous-total            | Sous-total            | 29          | 4           | 7           | 2                     | 0                     | 0                     | 0          | 0          | 0          | -                              | 0                              | 0                              | 0                              | 0      | 0      | 0      | 31    | 4     | 7     |
| Total sur la carrière | Total sur la carrière | Total sur la carrière | 278         | 45          | 36          | 30                    | 8                     | 6                     | 4          | 2          | 0          | -                              | 44                             | 5                              | 12                             | 41     | 7      | 5      | 397   | 67    | 59    |

## Palmarès
- Lokomotiv Moscou
  - Championnat de Russie
    - Champion: 2018

  - Coupe de Russie
    - Vainqueur : 2015, 2017 et 2019

  - Supercoupe de Russie
    - Vainqueur : 2019
    - Finaliste : 2015
- Atalanta Bergame
  - Ligue Europa
    - Vainqueur : 2024

  - Coupe d'Italie
    - Finaliste : 2021 et 2024

## Distinction personnelle
- Joueur du match contre la Finlande pendant l'Euro 2020